# Vladimir Alexandrovitj av Ryssland
Vladimir Alexandrovitj av Ryssland, (ryska: Владимир Александрович / Влади́мирович) (född 22 april 1847 och död 17 februari 1909) var en rysk storfurste. Han var den tredje, men andre överlevande sonen till tsar Alexander II (som uppsteg på tronen 1855, när Vladimir var åtta år gammal, och blev mördad 1881) och hans hustru Maria Alexandrovna, dotter till Ludvig II, storhertig av Hessen. Han var yngre bror till Alexander III och farbror till tsar Nikolaj II, som blev mördad 1918.

## Biografi
Vladimir Alexandrovitj gifte sig 28 augusti 1874 med prinsessan Marie av Mecklenburg-Schwerin (1854–1920), dotter till Fredrik Frans II, storhertig av Mecklenburg-Schwerin och Augusta av Reuss-Köstritz. Marie var barnbarn till Paul Fredrik, storhertig av Mecklenburg-Schwerin, som i sin tur var dotterson till tsar Paul I av Ryssland. Vladimirs hustru var känd som storfurstinnan Maria Pavlovna. När hon konverterade till den ortodoxa tron sent i livet, gav Nikolaj II henne titeln  "den ortodoxa storfurstinnan".
Paret hade fem barn:
1. Storfurste Alexander Vladimirovitj av Ryssland (1875–1877)
2. Storfurste Kirill Vladimirovitj av Ryssland (1876–1938)
3. Storfurste Boris Vladimirovitj av Ryssland (1877–1943)
4. Storfurste Andrej Vladimirovitj av Ryssland (1879–1956)
5. Storfurstinnan Helena Vladimirovna av Ryssland (1882–1957), gift med prins Nikolaos av Grekland och Danmark, tredje son till Georg I av Grekland och storfurstinnan Olga Konstantinovna av Ryssland.

Vladimirs äldste son och arvinge storfursten Kirill Vladimirovitj av Ryssland gifte sig 1905 med sin kusin Victoria Melita av Sachsen-Coburg-Gotha, dotter till Vladimirs syster Maria. Giftermålet ogillades av Nikolaj II och Kirill fråntogs sina kejserliga titlar. Behandlingen skapade stor missämja mellan Vladimir och hans brorson, tsaren.
Emellertid, efter flera dödsfall i familjen hamnade Kirill som nummer tre i successionsordningen till tsartronen. Nikolaj gick då med på att ge tillbaks titlarna till Kirill och hans hustru fick titeln storfurstinnan Viktoria Fjodorovna. Vladimir dog 1909.
Efter den ryska revolutionen 1917, utropades Kirill 1924 till tsar i Paris. Vladimirs linje har sålunda fått huvudmannaskapet för det kejserliga huset. Vladimir var farfar och namne med den senare tronpretendenten storfurste Vladimir av Ryssland, född 1917.